# EVRS
EVRS, ang. European Vertical Reference System (Europejski Wysokościowy System Odniesienia) – kinematyczny, europejski geodezyjny system wysokościowy, który wykorzystuje różnice potencjału siły ciężkości odniesione do poziomu odniesienia „Amsterdam” (Normaal Amsterdams Peil, NAP) lub odpowiadające im wysokości normalne.
System został zatwierdzony rezolucją nr 5 na zgromadzeniu podkomisji EUREF w Tromsø w 2000 roku. W Polsce EVRS stanowi matematyczną i fizyczną podstawę do realizacji układu wysokościowego oznaczonego symbolem PL-EVRF2007-NH i który jest częścią państwowego systemu odniesień przestrzennych. Od 1 stycznia 2024 roku układ wysokościowy Kronsztad (PL-KRON86-NH) nie może już być stosowany do wykonywania geodezyjnych pomiarów wysokościowych na terenie Polski.